# Списак ИРЦ клијената
Овде се налази списак  клијената.

## Мобилни уређаји
- Mobilirc Архивирано на веб-сајту  (15. фебруар 2008)